# Prezbiakuzija
Prezbiakuzija ili staračka nagluhost je gubitak sluha uzrokovan zbirnim utjecajem starosti na uho. Ne zna se točan uzrok, ali postoje faktori rizika odgovorni za razvoj bolesti: 
- nasljeđe (rano starenje pužnice, lat. cochlea, nasljedno je),
- prehrana (pojačan unos masnih kiselina može pospiješiti aterosklerozu),
- krvotok:
  - ateroskleroza - smanjuje dotok krvi i kisika u pužnicu,
  - diabetes - uzrokuje promjene na krvnim žilama koje smanjuje dotok krvi i kisika u pužnicu,
  - hipertenzija - može uzrokovati promjene na krvnim žilama i tako smanjiti dotok krvi i kisika u pužnicu,
- lijekovi (ototoksični lijekovi mogu ubrzati proces starenja pužnice)
- klima
- stres
- buka.

Bolest se prezentira gubitkom sluha, obično u višim frekvencijama. Bolest obično zahavaća ljude nakon 60. godine život, češće muškarce.